# Koninklijke Fanfare Concordia, Tisselt
De Koninklijke Fanfare Concordia, Tisselt is een fanfareorkest uit Tisselt, nu deelgemeente van Willebroek, dat opgericht werd in 1860.

## Levensloop
Een eerste vergadering voor deze stichting werd in 1859 gehouden bij Gustaaf Peeters door enkele leden van de Zangmaatschappij "De Vaartzonen", waaronder Mon de Mayer en Louis Smets. De eigenlijke stichting vond plaats in 1860 in herberg "In den Heiligen Geest" op de Oostdijk in Tisselt bij Frans Jacobs. De eerste voorzitter was Burgemeester Edmond Boelpaep.
De eerste standaard van de fanfare werd in 1862 aangekocht en bestaat nog steeds, maar wordt niet meer meegedragen bij optredens. In 1863 telde het korps 22 muzikanten.
Op 2 februari 1912 werd door koning Albert I het predicaat Koninklijk verleend.
Reeds vele jaren is de Koninklijke Fanfare "Concordia" erkend in de ere-afdeling van het Koninklijk Muziekverbond van België. De fanfare heeft altijd onder leiding van bekende dirigenten gestaan, onder andere Louis Slootmaeckers en Jan Segers. De huidige dirigent is Frans Violet.
In 1968 werd binnen de vereniging een majoretten- en trommelkorps opgericht. In 1976 nam de fanfare onder leiding van Jan Segers een langspeelplaat op.